# (22617) Vidphananu
(22617) Vidphananu est un astéroïde de la ceinture principale.

## Description
(22617) Vidphananu est un astéroïde de la ceinture principale. Il fut découvert le 23 mai 1998 à la station Anderson Mesa par le programme LONEOS. Il présente une orbite caractérisée par un demi-grand axe de 2,31 UA, une excentricité de 0,15 et une inclinaison de 4,0° par rapport à l'écliptique.

## Compléments